# Fortezza Antonia

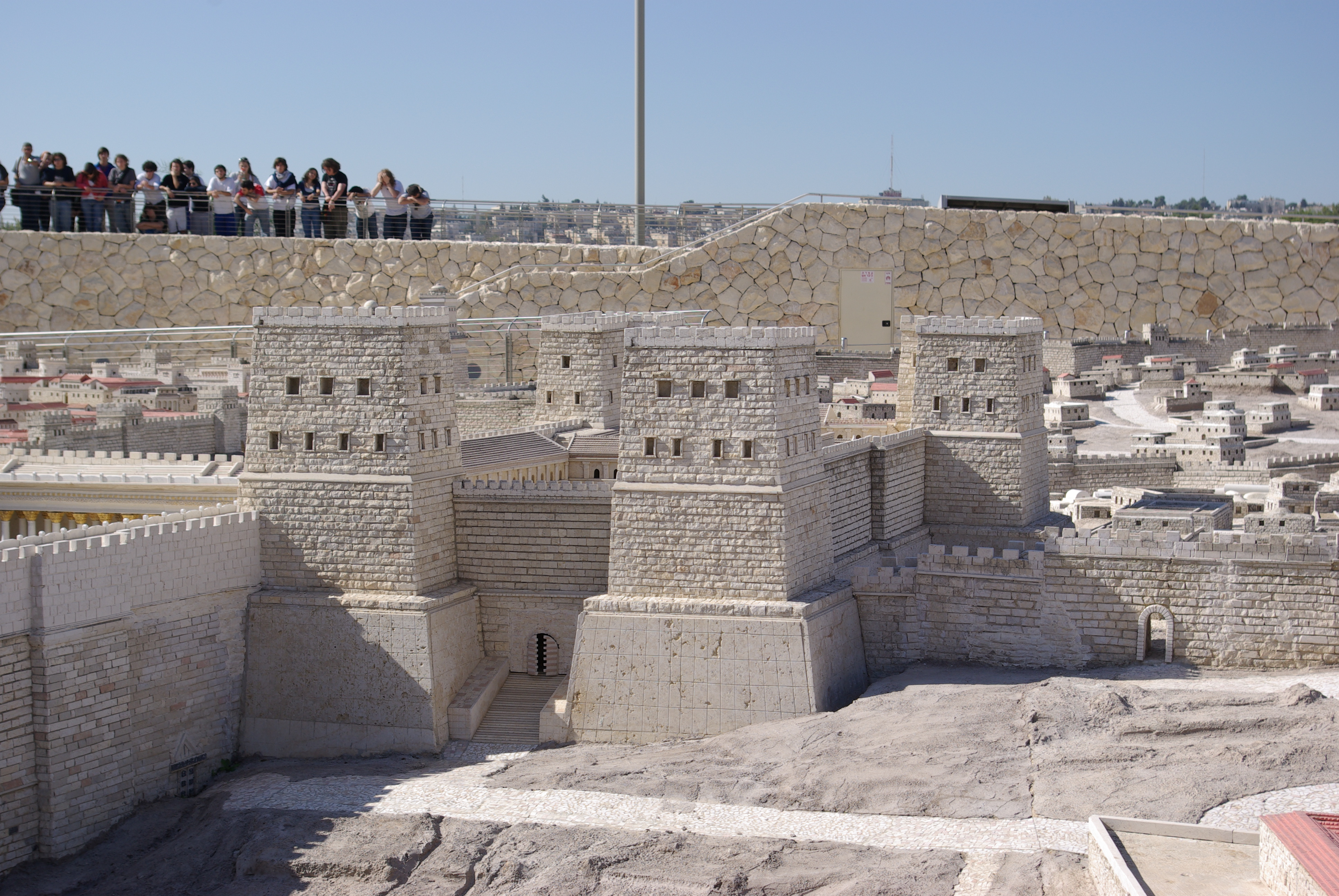
Ricostruzione della fortezza Antonia, attualmente custodita presso l'Israel Museum di Gerusalemme.

La fortezza Antonia, o torre Antonia, era un edificio che sorgeva presso il lato settentrionale del tempio di Gerusalemme, sede della guarnigione romana che controllava la città. Il procuratore romano della Giudea vi risiedeva quando si trovava a Gerusalemme, ma ordinariamente risiedeva a Cesarea marittima.

## Storia
Della fortezza ci parla Giuseppe Flavio, datandola antecedentemente al 67 a.C., prima della morte di Alessandra. Si racconta infatti che questa fortezza si trovava all'estremità settentrionale del tempio di Gerusalemme. Anticamente si chiamava Baris, ma poi cambiò il nome sotto il dominio di Marco Antonio. Qui furono rinchiusi la moglie ed i figli di Aristobulo, figlio di Alessandra che aveva tentato di prendere il potere contro il fratello maggiore Ircano, a cui spettava il trono. Ma prima che potesse punire Aristobulo, Alessandra morì dopo aver regnato nove anni.
La fortezza fu ampliata e potenziata dal re Erode il Grande e sorgeva lungo il lato settentrionale della spianata del Tempio. L'interno era una vera reggia: con appartamenti, portici, bagni e ampie caserme. Al suo interno era acquartierata una coorte con il procuratore romano. Qui, nel cortile detto litostroto (lastricato), secondo la tradizione cristiana, Gesù Cristo venne processato e condannato a morte dal prefetto Ponzio Pilato.
Nelle successive vicende storiche la fortezza fu distrutta e oggi non ne rimangono che pochi resti. Sul luogo sorge la chiesa della Flagellazione, che ricorda appunto il supplizio della flagellazione inflitto a Gesù prima della condanna. Qui inizia la via Dolorosa, che ripercorre il cammino percorso da Gesù fino al luogo della crocifissione.